# Tobias Arwidson
Pour les articles homonymes, voir Arwidson.
Tobias Arwidson, né le 7 juin 1988 à Mora, est un biathlète suédois.

## Biographie
Son père Lars-Göran Arwidson également biathlète a été médaillé aux Jeux olympiques en 1968 et 1972.
Membre de l'équipe nationale depuis 2004, Arwidson fait ses débuts en Coupe du monde en janvier 2010. Il s'illustre ensuite dans les épreuves de relais obtenant son premier podium à Oberhof en janvier 2012.
En 2013, il remporte la médaille d'argent aux Championnats d'Europe sur l'individuelle.
Il a pris part aux Jeux olympiques d'hiver de 2014, où son meilleur résultat individuel est une 41e place à l'individuelle. Cela intervient peu après son meilleur résultat dans la Coupe du monde avec une 17e place à l'individuelle de Ruhpolding.

### Jeux olympiques d'hiver
| Épreuve / Édition           | Individuelle | Sprint | Poursuite | Départ en ligne | Relais | Relais mixte |
| Jeux olympiques 2014 Sotchi | 41e          | 42e    | 48e       | —               | 10e    | —            |

- — : pas de participation à l'épreuve.

### Championnats du monde
| Épreuve / Édition               | Ruhpolding 2012 | Nove Mesto 2013 |
| Sprint 10 km                    | -               | -               |
| Poursuite 12,5 km               | -               | -               |
| Mass start 15 km                | -               | -               |
| Individuelle 20 km              | 67e             | -               |
| Relais 4 × 7,5 km               | -               | 11e             |
| Relais 2 × 6 + 2 × 7,5 km mixte | -               | -               |

### Coupe du monde
- Meilleur classement général : 58e en 2014.
- 2 podiums en relais, dont 1 deuxième place et 1 troisième place.
- Meilleur résultat individuel : 17e.

### Championnats d'Europe
- Médaille d'argent de l'individuelle en 2013.